# Miracoli di Gesù

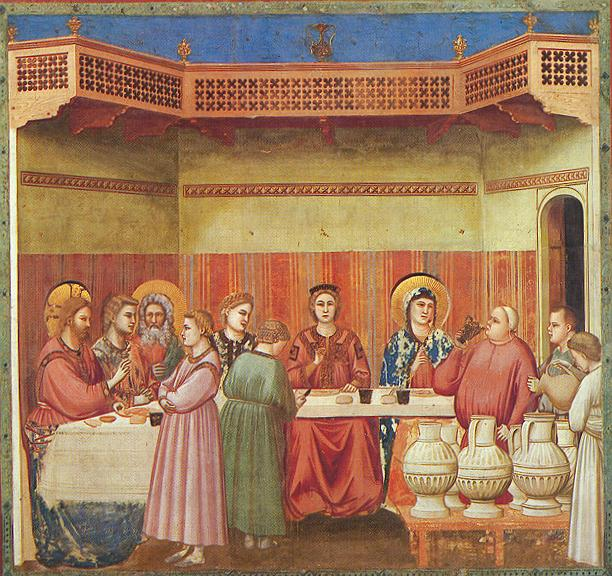
Le Nozze di Cana: uno dei più famosi miracoli di Gesù. Affresco di Giotto nella Cappella degli Scrovegni di Padova.

I miracoli di Gesù nel cristianesimo indicano alcuni eventi narrati nei vangeli canonici, nei vangeli apocrifi e in altri libri del Nuovo Testamento, ritenuti prodigiosi e attribuiti a Gesù.
Per la dottrina cattolica, e in generale per la fede cristiana, soltanto i miracoli attestati nei Vangeli canonici (diversamente dagli apocrifi) sono da considerarsi come fatti storici, con significato trascendente. Anche altre confessioni esprimono di credere ai miracoli, e così anche la religione musulmana, che considera Gesù un profeta dell'Islam. La maggioranza degli studiosi cristiani della Bibbia considera i miracoli dei fatti storici, seppur raccontati teologicamente, mentre secondo alcuni biblisti i miracoli di Gesù sono dei racconti allegorici.

## I miracoli
I miracoli attribuiti a Gesù possono essere classificati per genere: incarnazione, guarigioni, esorcismi, dominio della natura, resurrezioni dai morti, e altri fatti.

### Incarnazione
- Gesù fu concepito dalla Vergine Maria per opera dello Spirito Santo.
- Anche la nascita di Gesù avviene verginalmente, benché di questo il Vangelo parli solo indirettamente, e l'attestazione sia quindi tradizionale.

### Guarigioni
Il maggior numero di racconti miracolistici descritti nel Nuovo Testamento riguarda la malattia o la disabilità. I vangeli sottolineano in ogni episodio modi diversi con cui Gesù avrebbe compiuto il miracolo; a volte egli avrebbe curato le persone semplicemente dicendo alcune parole oppure imponendo le mani, altre volte impiegando rituali elaborati e usando mezzi vari (per esempio sputo o fango).
- febbre - I sinottici descrivono Gesù che libera dalla febbre la suocera di Simon Pietro quando visita la sua casa a Cafarnao nel periodo in cui Simone viene accolto fra i suoi apostoli;
- lebbra - I sinottici raccontano che, all'inizio della sua predicazione, Gesù guarisce un lebbroso e gli comanda di offrire i sacrifici rituali prescritti dal Deuteronomio. Gli intima inoltre di non dire a nessuno di essere stato guarito. Ma siccome l'uomo disobbedisce, la fama di Gesù aumenta a tal punto da costringerlo a ritirarsi in luoghi solitari. Nel Vangelo secondo Luca si racconta che successivamente, nel suo cammino verso Gerusalemme, Gesù manda dieci lebbrosi, che avevano ricercato il suo aiuto, dai sacerdoti e che i dieci vengono guariti mentre si recano da loro. Uno solo di essi, un samaritano, ritorna a ringraziare Gesù (cfr. Vangelo secondo Luca, 17,11-19[7]);
- emorragia di lunga durata - I sinottici raccontano che mentre Gesù si reca alla casa di Giairo è avvicinato da un'emorroissa, una donna affetta da emorragia da 12 anni, ed essa viene guarita appena tocca il mantello di Gesù. Egli si gira e le dice: "Coraggio, figliola, la tua fede ti ha guarita" (cfr. Vangelo secondo Matteo, 9,20-22[8]);
- edema - Solo Luca racconta che, durante un sabato, Gesù va a mangiare a casa di un capo dei farisei e gli viene presentato un idropico, ovvero una persona che soffre di edema. Gesù allora domanda ai farisei presenti se è lecito guarire di sabato e, non avendone ottenuto risposta, guarisce l'uomo. Gesù inoltre sfida i farisei dicendo che essi stessi tirerebbero fuori dal pozzo un asino o un bue che vi fosse caduto accidentalmente dentro durante il giorno del sabato (cfr. Vangelo secondo Luca, 14,1-6[9]);
- sordità - Solamente il Vangelo secondo Marco racconta che Gesù va nel territorio della Decapoli e cura un uomo sordo e muto. Nel dettaglio, dapprima Gesù tocca gli orecchi dell'uomo e tocca con la saliva la sua lingua e poi dice la parola "Effatà", che in aramaico significa "apriti" (cfr. Vangelo secondo Marco, 7,31-37[10]);
- cecità - Marco racconta di un cieco incontrato a Betsaida, che Gesù guarisce mettendogli la saliva sugli occhi, e di Bartimeo, un mendicante cieco di Gerico (cfr. Vangelo secondo Marco, 8,22-26[11] e 10,46-52[12]); Giovanni invece ricorda un cieco dalla nascita che Gesù guarisce mettendogli sugli occhi del fango formato con la terra su cui aveva sputato (Vangelo secondo Giovanni, 9,1-7[13]);
- paralisi - Matteo e Marco citano l'episodio di Cafarnao in cui viene portato a Gesù un paralitico su di un lettino, e Gesù lo guarisce dicendogli «Figliolo, ti sono rimessi i tuoi peccati» fra lo stupore dei presenti (cfr. Vangelo secondo Marco, 2,1-12[14] e Matteo, 9,1-8[15]);
- altre malattie non meglio specificate.

### Esorcismi
Secondo i vangeli sinottici Gesù ha eseguito molti esorcismi di indemoniati. Questi fatti non sono raccontati dal Vangelo secondo Giovanni.
I racconti nei vangeli sinottici sono:
- Esorcismo a Cafarnao - Gesù esorcizza uno spirito immondo e gli proibisce di dire che egli è "un santo di Dio" (cfr. Vangelo secondo Marco, 1,21-28[16]);
- Gesù libera dal demonio con una parola (cfr. ad esempio Vangelo secondo Matteo, 8,16[17])
- L'uomo posseduto da demoni nel paese dei Geraseni - Quest'uomo indemoniato vive in caverne e vaga per i monti in preda alla sua follia. A Gesù che lo incontra e gli chiede il nome, risponde di chiamarsi Legione perché i demoni che lo posseggono sono molti. I demoni poi supplicano Gesù di essere mandati in un gruppo di maiali. Accontentati, i maiali impazziscono e si precipitano nel lago morendone affogati. La gente del luogo resta meravigliata ed impaurita nel vedere l'uomo sano di mente e nel sentire la storia dei maiali tanto da chiedere a Gesù di allontanarsi (cfr. Vangelo secondo Luca, 8,26-39[18] e Marco 5,1-20[19];
- Gesù guarisce due ciechi e quindi un uomo muto a causa di un demonio: la persona guarita riprende a parlare, ma i farisei pensano che Gesù guarisce per la potenza stessa di Beelzebub (cfr. Vangelo secondo Matteo, 9,32-34[20]). Dopo la guarigione di un uomo cieco e muto, narrata dallo stesso Vangelo, i farisei formulano la stessa accusa; Gesù dice che se ha scacciato i demoni per mezzo dello Spirito di Dio allora il Regno di Dio è ormai venuto (cfr. Vangelo secondo Matteo, 12,21-25[21]);
- Gesù dà ai dodici apostoli l'autorità di scacciare i demoni (cfr. Vangelo secondo Matteo, 10,1[22]).

### Dominio della natura
I vangeli riportano dei miracoli che descrivono il dominio di Gesù sulle leggi della natura:
- Tramutazione dell'acqua in vino. Il primo miracolo di Gesù fu durante un matrimonio, a Cana: Gesù trasforma 6 anfore di acqua in vino perché quest'ultimo era venuto a mancare (cfr. Vangelo secondo Giovanni, 2,1-11[23]);
- Moltiplicazione dei pani. Gesù dà da mangiare a 5000 oppure a 4000 persone con pochi pezzi di pane ed alcuni pesci raccolti dai suoi discepoli. Gli avanzi riempiono vari canestri (cfr. Vangelo secondo Matteo, 14,13-21[24] e 15,32-39[25]);
- Maledizione del fico. Gesù maledice un albero di fico e questo appassisce (cfr. Vangelo secondo Matteo, 21,18-22[26]);
- Gesù calma la tempesta del lago (cfr. Matteo 8,23-27[27] Marco 4,35-41[28] Luca 8,22-25[29]);
- Camminata sull'acqua. Gesù viene verso la barca dei discepoli camminando sulle acque del lago (cfr. Vangelo secondo Matteo, 14,22-33[30]).

### Resurrezioni di morti

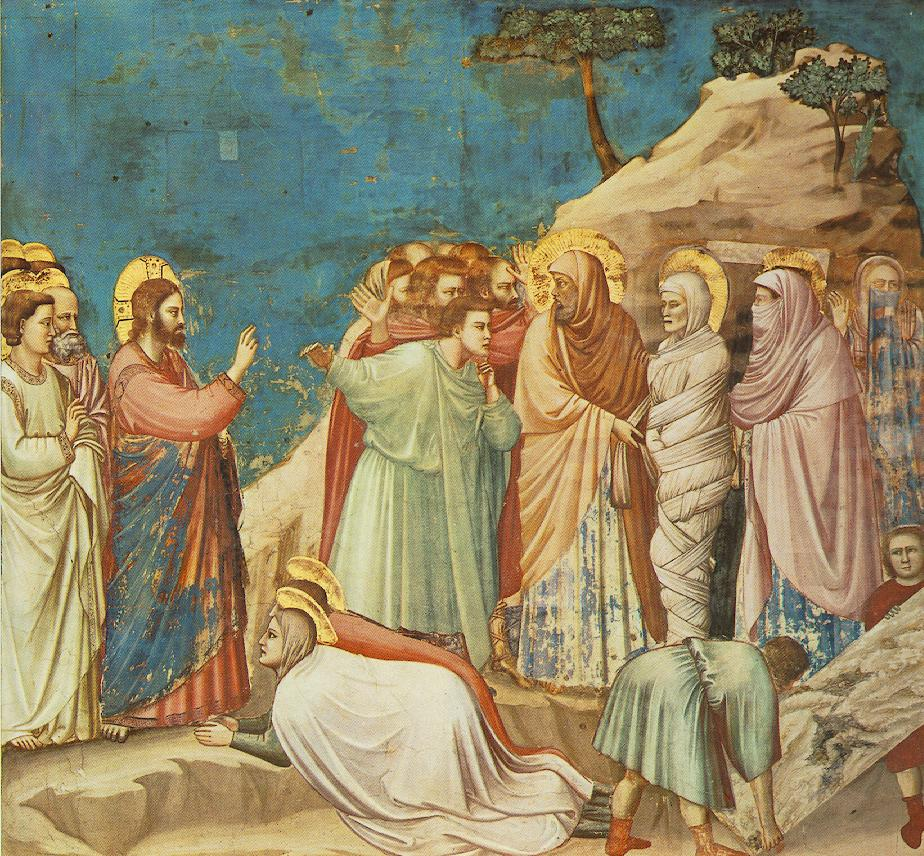
La Resurrezione di Lazzaro, Giotto, Cappella degli Scrovegni, Padova.

I vangeli canonici riportano tre casi di resurrezioni o rianimazioni di morti attribuite a Gesù:
- La figlia di Giairo - Giairo, capo di una sinagoga, chiede a Gesù di curare la figlia gravemente malata. Ma, mentre Gesù vi si sta recando, alcuni uomini vengono a dire che la figlia è morta. Gesù afferma che sta solamente dormendo e quando arriva alla casa la risuscita con la parola «Talità kum», che significa: «Fanciulla, io ti dico, alzati!» (cfr. Vangelo secondo Marco, 5,21-43[31]);
- Il figlio della vedova a Nain - Il figlio di una vedova viene portato a sepoltura nella cittadina di Nain. Gesù ha pietà della vedova e le dice di non piangere. Si avvicina poi alla bara e con le parole: «Giovinetto, dico a te, alzati!» lo risuscita (cfr. Vangelo secondo Luca, 7,11-17[32]);
- La resurrezione di Lazzaro - Lazzaro, amico intimo di Gesù, è morto ormai da quattro giorni quando Gesù gli ordina di uscire “E, detto questo, gridò a gran voce: «Lazzaro, vieni fuori!»“(cfr. Vangelo secondo Giovanni, 11,1-44[33]);

La resurrezione di Gesù è pure un miracolo, ma completamente diverso dai precedenti, in quanto egli rimane vivo per sempre con un corpo glorificato e appare di tanto in tanto ai suoi discepoli per un periodo di quaranta giorni, mentre nei casi sopra citati, i morti rianimati ritornano alla loro vita di prima destinati comunque a morire a suo tempo.

### Conoscenze soprannaturali
I credenti riconoscono una natura miracolosa anche nella capacità, ritenuta appunto soprannaturale, di Gesù di conoscere fatti e pensieri; per esempio, Natanaele rispose alla frase di Gesù: "Prima che Filippo ti chiamasse, io ti ho visto quando eri sotto il fico" con le parole: "Rabbì, tu sei il Figlio di Dio, tu sei il re d'Israele!" (cfr. Vangelo secondo Giovanni, 1,48-49); Gesù precisa alla Samaritana il numero esatto dei suoi mariti e dei suoi amanti (Gv. 4,18); Gesù predice a Pietro il suo tradimento (Lc. 22,34); e altri.

## Interpretazione

### Prospettiva cristiana
Per molti cristiani i miracoli di Gesù rappresentano degli avvenimenti storici effettivamente accaduti, altri invece ne propongono una lettura figurativa. Secondo altri, dai racconti evangelici si può comunque dedurre, al di là della storicità o meno dei singoli episodi, che i discepoli ritenevano di avere assistito a fatti straordinari.
In particolare, molti cristiani pensano agli esorcismi di Gesù come vere liberazioni dal demonio; in conseguenza, la chiesa cattolica riconosce ai suoi fedeli (oggi solamente ai sacerdoti) il potere di compiere esorcismi, e ha stabilito un preciso Rituale liturgico al quale l'esorcista deve attenersi; ogni diocesi dovrebbe avere almeno un esorcista espressamente nominato.
Inoltre i cattolici, gli ortodossi e gli anglicani considerano l'Ultima Cena e la transustanziazione concomitante un evento miracoloso che richiede di prendere alla lettera le parole di Gesù. La maggior parte dei protestanti rifiutano questo miracolo.
La maggior parte dei cristiani accetta infine la resurrezione di Gesù come il fatto miracoloso per eccellenza.

### Gnosticismo
Per gli gnostici il vero cristiano deve rinunciare alla propria mancanza di conoscenza ed alla propria carnalità per poter acquisire una conoscenza (gnosi) superiore. Partendo da questo punto di vista gli eventi miracolosi raccontati del vangelo non sono tanto da intendersi letteralmente quanto da interpretarsi come allegorie della propria liberazione dal corpo verso una conoscenza superiore.

### Prospettiva islamica
Nella visione islamica, Gesù fu un grande profeta di Dio e fece anche miracoli, ma non è da considerarsi Dio od assimilabile a Dio.
(Corano 4,171)

### Prospettiva bahá'í
Nella Fede bahá'í, Gesù è considerato una Manifestazione di Dio, ovvero uno dei messaggeri divini inviati per guidare l'umanità nel suo sviluppo spirituale e morale. I bahá'í non credono che Gesù sia Dio stesso, ma piuttosto il perfetto riflesso delle Sue qualità e attributi, analogamente ad altre manifestazioni  come  Abramo, Mosè, Buddha, Krishna, Maometto e Bahá'u'lláh.  Secondi la visione bahá'í, le Manifestazioni  di Dio possiedono tutte le facoltà  necessarie per compiere miracoli; tuttavia  l'enfasi non è posta sull'aspetto materiale di tali eventi, bensì sul loro significato simbolico e spirituale. I miracoli sono considerati prove valide solo per coloro che ne sono stati testimoni diretti, mentre per le generazioni successive il loro valore risiede nel  messaggio spirituale che trasmettono. Ad esempio, la guarigione dei ciechi e dei sordi operata da Gesù è interpretata in senso metaforico, come il conferimento  della capacità  di percepire e  comprendere le realtà  spirituali.  Nella Fede bahá'í, i miracoli di Gesù sono quindi intesi principalmente come espressioni della Sua potenza spirituale finalizzate alla trasformazione interiore dell'individuo e al progresso dell'umanità. Bahá'u'lláh, afferma in merito:  "il lebbroso si liberò dalla lebbra della perversità e dell'ignoranza. Per mezzo Suo, l'impuro e il deviato furono guariti. Con la Sua potenza, nata dall'Onnipotente Dio, gli occhi dei ciechi si aprirono e l'anima del peccatore fu santificata." 

## Lista dei miracoli di Gesù
A partire dai vangeli canonici, dai vangeli apocrifi e dagli altri libri del Nuovo Testamento è possibile costruire una Lista dei miracoli attribuiti a Gesù.
Non è sempre chiaro, nella lettura dei libri, quando due miracoli raccontati da fonte diversa si riferiscono o meno allo stesso avvenimento. Inoltre l'ordine cronologico dei miracoli è difficile da determinare, così la presente lista non è da vedersi come una sequenza temporale esatta.
| Miracolo                                                                               | Vangelo secondo Matteo | Vangelo secondo Marco | Vangelo secondo Luca | Vangelo secondo Giovanni | Altre fonti                                                    |
| Annunciazione                                                                          |                        |                       | 1,26-38              |                          | Corano 3,45-51, 19,16-26                                       |
| Apparizione degli angeli dopo la nascita di Gesù                                       |                        |                       | 2,8-14               |                          |                                                                |
| Battesimo di Gesù                                                                      | 3,13-17                | 1,9-11                | 3,21-22              | 1,32-34                  |                                                                |
| Tentazioni di Gesù                                                                     | 4,1-11                 | 1,12-13               | 4,1-13               |                          |                                                                |
| Conversione miracolosa di Natanaele                                                    |                        |                       |                      | 1,45-51                  |                                                                |
| Tramutazione dell'acqua in vino                                                        |                        |                       |                      | 2,1-11                   |                                                                |
| Esorcismo a Cafarnao                                                                   |                        | 1,21-28               | 4,31-37              |                          |                                                                |
| Vari miracoli in Galilea                                                               | 4,23-25                | 1,39                  |                      |                          |                                                                |
| Pesca miracolosa                                                                       |                        |                       | 5,1-11               |                          |                                                                |
| Nel nome di Gesù vengono scacciati i demoni e compiuti vari miracoli                   | 7,22                   | 9,38-40               | 9,49-50              | 1,12-13                  | Atti 3,6                                                       |
| Guarigione di un lebbroso                                                              | 8,1-4                  | 1,40-45               | 5,12-16              |                          | Corano; Vangelo Egerton                                        |
| Conversione miracolosa di una donna samaritana                                         |                        |                       |                      | 4,28-29                  |                                                                |
| Guarigione del servo del centurione                                                    | 8,5-13                 |                       | 7,1-10               |                          |                                                                |
| Guarigione del figlio del funzionario del re                                           |                        |                       |                      | 4,46-54                  |                                                                |
| Guarigione della suocera di Pietro                                                     | 8,14-15                | 1,29-31               | 4,38-39              |                          |                                                                |
| Guarigioni ed esorcismi al calar del sole                                              | 8,16-17                | 1,32-34               | 4,40-41              |                          |                                                                |
| Liberazione di Maria Maddalena da 7 demoni                                             |                        | 16,9                  | 8,2                  |                          |                                                                |
| La tempesta sedata                                                                     | 8,23-27                | 4,35-41               | 8,22-25              |                          |                                                                |
| Gli indemoniati geraseni                                                               | 8,28-34                | 5,1-20                | 8,26-39              |                          |                                                                |
| Guarigione del paralitico di Cafarnao                                                  | 9,1-8                  | 2,1-12                | 5,17-26              |                          |                                                                |
| Guarigione del paralitico alla piscina di Betzaeta                                     |                        |                       |                      | 5,1-18                   |                                                                |
| Risurrezione del figlio della vedova di Nain                                           |                        |                       | 7,11-17              |                          |                                                                |
| Risurrezione della figlia di Giairo                                                    | 9,18-26                | 5,21-43               | 8,40-56              |                          |                                                                |
| Guarigione di donna affetta da emorragia                                               | 9,20-22                | 5,24-34               | 8,43-48              |                          |                                                                |
| Guarigione di due ciechi e di un indemoniato muto                                      | 9,27-35                |                       |                      |                          |                                                                |
| I dodici apostoli ricevono l'autorità di scacciare i demoni e di guarire ogni malattia | 10,1                   | 3,13-15               | 9,1                  |                          |                                                                |
| Miracoli non meglio specificati compiuti a Corazin, Betsaida e Cafarnao                | 11,20-24               |                       | 10,13-15             |                          |                                                                |
| Guarigione dell'uomo con la mano paralizzata                                           | 12,9-13                | 3,1-6                 | 6,6-11               |                          |                                                                |
| Molte guarigioni                                                                       | 12,15-21               | 3,7-12                | 6,17-19              |                          |                                                                |
| Guarigione di un indemoniato cieco e muto                                              | 12,22-32               | 3,20-30               | 11,14-23             |                          |                                                                |
| Prima moltiplicazione dei pani                                                         | 14,13-21               | 6,30-44               | 9,10-17              | 6,1-14                   |                                                                |
| Gesù cammina sul mare                                                                  | 14,22-33               | 6,45-52               |                      | 6,15-21                  |                                                                |
| Guarigioni di malati a Genesaret                                                       | 14,34-36               | 6,53-56               |                      |                          |                                                                |
| Guarigione della figlia della donna cananea                                            | 15,21-28               | 7,24-30               |                      |                          |                                                                |
| Guarigione di un sordomuto                                                             |                        | 7,31-37               |                      |                          |                                                                |
| Guarigione di un gran numero di storpi, ciechi e sordi                                 | 15,29-31               |                       |                      |                          |                                                                |
| Seconda moltiplicazione dei pani e dei pesci                                           | 15,32-39               | 8,1-10                |                      |                          |                                                                |
| Guarigione del cieco di Betsaida                                                       |                        | 8,22-26               |                      |                          |                                                                |
| Trasfigurazione di Gesù                                                                | 17,1-13                | 9,2-13                | 9,28-36              |                          | 2 Pietro 1,17-18                                               |
| Guarigione di un ragazzo indemoniato                                                   | 17,14-21               | 9,14-29               | 9,37-43              |                          |                                                                |
| Gesù paga la tassa del tempio                                                          | 17,23-27               |                       |                      |                          |                                                                |
| Guarigione di una donna curva in giorno di sabato                                      |                        |                       | 13,10-17             |                          |                                                                |
| Gesù scaccia i demoni anche se minacciato da Erode                                     |                        |                       | 13,31-32             |                          |                                                                |
| Resurrezione di Lazzaro                                                                |                        |                       |                      | 11,1-44                  | Corano                                                         |
| Guarigione di un uomo idropico                                                         |                        |                       | 14,1-6               |                          |                                                                |
| Guarigione di 10 lebbrosi                                                              |                        |                       | 17,11-19             |                          |                                                                |
| Guarigione di malati in Giudea                                                         | 19,1-2                 |                       |                      |                          |                                                                |
| Guarigione del cieco di Gerico                                                         | 20,29-34               | 10,46-52              | 18,35-43             |                          | Corano                                                         |
| Guarigione del cieco nato                                                              |                        |                       |                      | 9,1-41                   |                                                                |
| Guarigione di ciechi e storpi nel Tempio                                               | 21,14                  |                       |                      |                          |                                                                |
| Maledizione del fico                                                                   | 21,18-22               | 11,12-14              |                      |                          |                                                                |
| Ultima cena                                                                            | 26,26-30               | 14,22-26              | 22,14-20             | 6,48-66                  | 1 Corinti 11,23-26                                             |
| Previsione del tradimento di Giuda                                                     |                        |                       |                      | 13,26-30                 |                                                                |
| Guarigione dell'orecchio del servo del sommo sacerdote                                 |                        |                       | 22,49-51             |                          |                                                                |
| Buio durante la Passione di Gesù                                                       | 27,45                  | 15,33                 | 23,44-45             |                          |                                                                |
| Eventi miracolosi concomitanti alla morte di Gesù                                      | 27,50-54               |                       |                      |                          |                                                                |
| Apparizioni di Gesù dopo la Resurrezione                                               | 28,1-20                | 16,1-18               | 24,1-49              | 20,1-23                  | Atti 1,1-8, Romani 10,9, 1 Corinti 15,1-15                     |
| Ascensione di Gesù                                                                     |                        | 16,19-20              | 24,50-53             |                          | Atti 1,9-11, 1 Pietro 3,21-22, Libro segreto di Giacomo 10,1-3 |
| Il dubbio di Tommaso                                                                   |                        |                       |                      | 20,24-31                 |                                                                |
| Pesca miracolosa dopo la resurrezione                                                  |                        |                       |                      | 21,1-14                  |                                                                |
| Apparizione durante la conversione di Paolo di Tarso                                   |                        |                       |                      |                          | Atti 9,1-19                                                    |
| Discesa agli inferi                                                                    |                        |                       |                      |                          | Efesini 4:8-10, Simbolo degli apostoli                         |
| Vari miracoli di Gesù bambino                                                          |                        |                       |                      |                          | Vangelo dell'infanzia di Tommaso                               |
| Parto miracoloso di Maria verificato dalla levatrice                                   |                        |                       |                      |                          | Protovangelo di Giacomo 19-20                                  |

## Negli apocrifi
Gli apocrifi non sono stati ritenuti storici e veritieri ai fini del canone biblico  perché da essi emerge un carattere di Gesù bambino scontroso e capriccioso, ben diverso e incompatibile con lo stile di Gesù attento ai piccoli, agli ultimi, ai peccatori, disponibile e aperto al perdono, descritto nei Vangeli canonici. I miracoli di Gesù negli apocrifi vengono presentati come fatti spettacolari e tendenti alla glorificazione di Cristo, laddove invece, soprattutto nel Vangelo secondo Marco, è presente il cosiddetto "segreto messianico", vale a dire Gesù che raccomanda ai testimoni di serbare il silenzio su quanto accaduto.